# 金晓宇 (翻译家)
金晓宇（1972年—），男，生于天津，中华人民共和国翻译家，2022年1月因《杭州日报》的《我们的天才儿子》一文在中国大陆地区受到广泛关注。

## 生平
金晓宇幼年时因意外单眼失明，后确诊躁郁症。但他在翻译领域造诣颇高，通过自学掌握了英语、日语、德语，并拿到了浙江大学英语系的自考毕业文凭。金晓宇从2010年开始从事翻译工作，截至2022年初，总共翻译了17部著作，约600万字。

## 译著
- 博里亚·萨克斯. . 江苏省南京市: 南京大学出版社. 2019-04-01. ISBN 9787305212758.
- 约翰·班维尔. . 江苏省南京市: 南京大学出版社. 2013-11-01. ISBN 9787305121982.
- 安德烈娅·巴雷特. . 江苏省南京市: 南京大学出版社. 2012-06-01. ISBN 9787305096372.
- 罗伯特·伯德. . 江苏省南京市: 南京大学出版社. 2018-06-01. ISBN 9787305200038.
- 安迪·沃霍尔. . 河南省郑州市: 河南大学出版社. 2019-07-01. ISBN 9787564931537.
- 格雷尔·马库斯. . 河南省郑州市: 河南大学出版社. 2016-11-01. ISBN 9787564922870.
- 安·帕奇特. . 河南省郑州市: 河南大学出版社. 2015-11-01. ISBN 9787564920111.
- 约翰·班维尔. . 江苏省南京市: 南京大学出版社. 2019-11-20. ISBN 9787305075223.
- 戴维·洛奇. . 河南省郑州市: 河南大学出版社. 2015-05-01. ISBN 9787564917883.
- 丹·查纳斯. . 河南省郑州市: 河南大学出版社. 2015-06-01. ISBN 9787564917845.
- 松田寿男. . 河南省郑州市: 河南大学出版社. 2018-10-01. ISBN 9787564930233.
- 多和田叶子. . 河南省郑州市: 河南大学出版社. 2019-01-01. ISBN 9787564932060.
- 多和田叶子. . 河南省郑州市: 河南大学出版社. 2018-03-01. ISBN 9787564930523.
- 多和田叶子. . 河南省郑州市: 河南大学出版社. 2018-07-01. ISBN 9787564931520.